# Стреглово
Стреглово — село у складі міського поселення Клин Клинського району Московської області Російської Федерації.

## Розташування
Село Стреглово входить до складу міського поселення Клин, воно розташовано на березі річки Сестра, на південь від міста Клин. Найближчі населені пункти Сохино, Горки, Цегляного заводу. Найближча залізнична станція Стреглово.

## Населення
Станом на 2010 рік у селі проживало 217 людей